# Erich Ribbeck
Erich Ribbeck (ur. 13 czerwca 1937 w Wuppertalu) – niemiecki piłkarz i trener piłkarski. Przez sześć lat był asystentem Juppa Derwalla, selekcjonera reprezentacji RFN, która zdobyła mistrzostwo Europy (1980) i wicemistrzostwo świata (1982). W 1988 roku prowadzony przez niego Bayer 04 Leverkusen triumfował w rozgrywkach o Puchar UEFA. Dziesięć lat później objął stery drużyny narodowej, z którą bez sukcesu startował na Euro 2000.

## Kariera piłkarska
Przez większą część swojej piłkarskiej kariery związany był z lokalnymi klubami Wuppertalu, grającymi w niższych ligach. W 1965 roku postanowił poświęcić się pracy szkoleniowej. Miał wówczas 28 lat.

## Kariera szkoleniowa
Przez dwa lata uczył się zawodu w sztabie szkoleniowym Borussii Mönchengladbach. Następnie trenował drugoligowy Rot-Weiss Essen oraz zespoły z Bundesligi – Eintracht Frankfurt i 1. FC Kaiserslautern, z którą w sezonie 1975/1976 dotarł do finału Pucharu Niemiec, gdzie przegrał 0:2 z Hamburgerem SV.
W latach 1978–1984 był selekcjonerem reprezentacji RFN U-21 i jednocześnie asystentem Juppa Derwalla w dorosłej kadrze. W tym czasie drużyna narodowa zdobyła mistrzostwo Europy (1980) i wicemistrzostwo świata (1982). Po nieudanych Mistrzostwach Europy 1984 Derwall podał się do dymisji, a trenerem kadry miał zostać, zgodnie z niemiecką tradycją, w której reprezentację przejmował asystent odchodzącego selekcjonera, Ribbeck. Jednak szefowie krajowej federacji postanowili, że sukcesorem Derwalla będzie Franz Beckenbauer.
Ribbeck znalazł więc zatrudnienie w Borussii Dortmund, ale czternaste miejsce w tabeli nie usatysfakcjonowało jego przełożonych i po sezonie 1984/1985 podziękowano mu za współpracę. Potem przez trzy lata prowadził Bayer 04 Leverkusen. Słabszą postawę w lidze nadrobił pierwszym w historii klubu zwycięstwem w europejskich pucharach. W maju 1988 w dwumeczu (0:3, 3:0, k. 3:2) drużyna z Rüdigerem Vollbornem, Koreańczykiem Cha Bum-keunem i Polakiem Andrzej Buncolem w składzie pokonała prowadzony przez Javiera Clemente Espanyol Barcelona w finale Pucharu UEFA.
Później Ribbeck pracował jako dyrektor sportowy w HSV (sprowadził wówczas do tego klubu Jana Furtoka, który następnie został wicekrólem strzelców ligi), krótko trenował piłkarzy Bayernu Monachium i ponownie Bayeru Leverkusen. Po sezonie 1995/1996 zapowiedział, że przechodzi na emeryturę.
Jednak słowa nie dotrzymał, gdyż dwa lata później we wrześniu 1998 roku po zwolnieniu Berti Vogtsa przyjął od prezesa DFB, Egidiusa Brauna propozycję prowadzenia reprezentacji Niemiec. Po tej decyzji dziennikarze i kibice zaczęli głośno protestować. Szkoleniowiec przez całą kadencję znajdował się w ostrzu prasowej krytyki, zarzucano mu, że nie wprowadza do kadry młodych zawodników, że preferuje defensywny styl gry i że kurczowo trzyma się doświadczonych piłkarzy m in: prawie 40-letniego Lothara Matthäusa, 35-letniego Ulfa Kirstena i 34-letniego mistrza Europy z 1996 roku Thomasa Häßlera, który ostatni raz w drużynie narodowej zagrał w czerwcu 1998 roku. Prowadzona przez niego drużyna przegrała w meczach towarzyskich m.in. ze Szkocją, Stanami Zjednoczonymi (dwukrotnie) i Brazylią (0:4). Mimo to pomimo porażki i remisu z Turcją, zdołała awansować do finałów Mistrzostw Europy 2000, w których – jako obrońca mistrzowskiego trofeum – przegrała dwa mecze, a jeden zremisowała. Niemcy żegnali się z turniejem na ostatnim miejscu w grupie z jedną strzeloną bramką. Po tym turnieju Erich Ribbeck dnia 21 czerwca 2000 roku został zdymisjonowany i zarazem odszedł na emeryturę.

## Statystyki szkoleniowe
Aktualne na dzień 21 czerwca 2014 roku.
| Klub                 | Od                   | Do               | M   | Z   | R   | P   | %Z    | Uw.   |
| -------------------- | -------------------- | ---------------- | --- | --- | --- | --- | ----- | ----- |
| Rot-Weiss Essen      | 1 lipca 1967         | 30 czerwca 1968  | 42  | 25  | 11  | 6   | 59.52 |       |
| Eintracht Frankfurt  | 1 lipca 1968         | 30 czerwca 1973  | 203 | 83  | 41  | 79  | 40.89 | [ 3 ] |
| 1. FC Kaiserslautern | 1 lipca 1973         | 30 czerwca 1978  | 196 | 87  | 33  | 76  | 44.39 |       |
| Borussia Dortmund    | 28 października 1984 | 30 czerwca 1985  | 25  | 10  | 4   | 11  | 40.00 | [ 4 ] |
| Bayer 04 Leverkusen  | 1 lipca 1985         | 30 czerwca 1988  | 125 | 53  | 36  | 36  | 42.40 | [ 5 ] |
| Bayern Monachium     | 12 marca 1992        | 27 grudnia 1993  | 75  | 37  | 22  | 16  | 49.33 | [ 6 ] |
| Bayer 04 Leverkusen  | 10 kwietnia 1995     | 28 kwietnia 1996 | 48  | 17  | 18  | 13  | 35.42 | [ 5 ] |
| Niemcy               | 9 września 1998      | 21 czerwca 2000  | 24  | 10  | 6   | 8   | 41.67 | [ 7 ] |
| Ogólnie              | Ogólnie              | Ogólnie          | 738 | 322 | 171 | 245 | 43.63 | –     |

## Sukcesy szkoleniowe

### FC Kaiserslautern
- Finał Pucharu Niemiec: 1976

### Bayer Leverkusen
- Puchar UEFA: 1988

### Bayern Monachium
- Wicemistrz Niemiec: 1993

### Indywidualne
- Człowiek roku w niemieckiej piłce nożnej: 1992

## Życie prywatne
Erich Ribbeck jest żonaty z Ulą, z którą ma córkę i syna oraz sześcioro wnucząt. Wolny czas spędza w posiadłościach znajdujących się w Pulheim i na Teneryfie. Ribbeck w 2010 roku poparł projekt „Wir helfen Afrika” (Pomagamy Afrykę) podczas Mundialu 2010 w Południowej Afryce, będące inspiracją dla miasta Lindau.